# Ragusa (Schokolade)

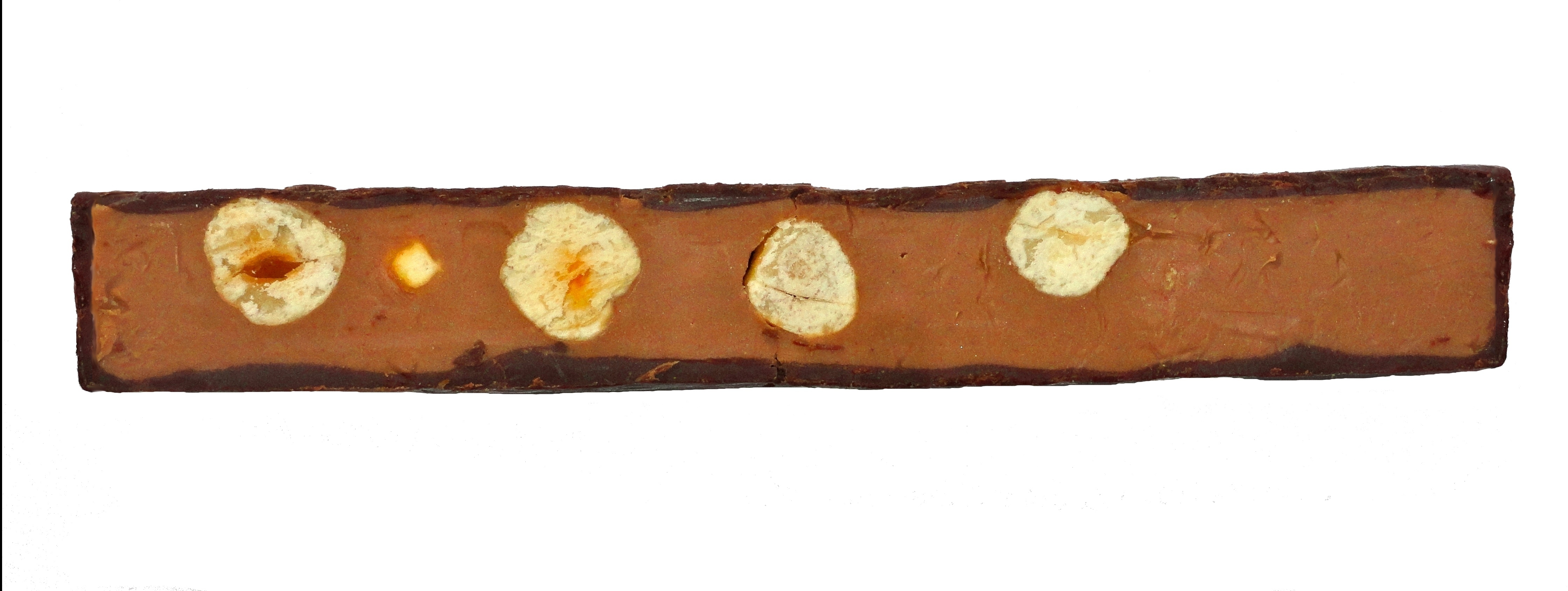
Klassisches Ragusa

Ragusa ist der Markenname einer Schweizer Schokoladenlinie des Familienunternehmens Chocolats Camille Bloch. Ragusa wurde ursprünglich nur in Riegelform angeboten und besteht aus einer Haselnuss-Pralinenfüllung und ganzen Haselnüssen.

## Geschichte
1942 führte der Schweizer Unternehmer Camille Bloch einen neuartigen Schokoladenriegel ein. Durch den aktuell tobenden Zweiten Weltkrieg wurde der Kakao in der Schweiz knapp. Hingegen waren Haselnüsse – aus der neutralen Türkei importiert – vorhanden. So wurde eine Nougatschicht mit ganzen Haselnüssen gefüllt und mit Schokolade überzogen. Die Schokolade wird in der Classique-Variante heute noch in der gleichen Rezeptur hergestellt.
Laut eigenen Angaben wird der Kakao aus Ghana und Ecuador bezogen, wobei das Unternehmen dabei auf die Organisation Source Trust setzt, um die Kakaobauern zu unterstützen und um «einen nachhaltigen, ökologisch und sozial verträglichen Anbau [zu] förder[n]».

## Name
Der Name bezieht sich auf Ragusa, den alten Namen der kroatischen Stadt Dubrovnik, in der Camille Bloch einmal seine Ferien verbracht hatte. Zudem eignet sich der Name für alle vier Landessprachen der Schweiz.

## Produkte
- «Ragusa Classique», seit 1942 – Milchschokolade mit Praliné-Füllung und ganzen Haselnüssen
- «Ragusa Noir» (60 % Kakao), seit 2010 – dunkle Schokolade mit Praliné-Füllung und ganzen Haselnüssen
- «Ragusa Blond» (31 % Kakao), seit 2014[4] – helle Schokolade, karamellisiert, mit Praliné-Füllung und ganzen Haselnüssen
- Produktgrössen: Riegel (25 und 50 Gramm), Tafel (100 Gramm), Gebinde (4 × 11 Gramm, 12 × 11 Gramm, 5 × 25 Gramm und 16 × 25 Gramm)
- «Ragusa Délice» – Schokoladekugeln mit Praliné-Füllung und ganzen Haselnüssen
- «Ragusa Croissants» – in Bäckereien angebotene, mit einem Ragusa gefüllte Buttergipfel